# Stirton-Donnervogel
Der Stirton-Donnervogel (engl.: Stirton’s Thunder Bird) (Dromornis stirtoni) gehört zu der Gruppe Dromornithiformes, die mit der Ordnung der Gänsevögel (Anseriformes) verwandt ist – nicht, wie ihr Äußeres nahelegt, mit den Laufvögeln. Die Art gehörte zur Megafauna in Australien und lebte vor 8 bis 6 Millionen Jahren. Fossile Überreste des Vogels sind vor allem aus den Alcoota Fossil Beds in Central Australia bekannt.
Patricia Vickers-Rich benannte ihn zu Ehren von Ruben Arthur Stirton.

## Merkmale
Dromornis stirtoni war mit einer Höhe von 2,7 bis 2,8 Metern und einem geschätzten Gewicht von bis zu 650 kg einer der schwersten bekannten Vögel der Erdgeschichte. Die Spezies weist einen ausgeprägten Geschlechtsdimorphismus auf, wobei die Scheitelhöhe unwesentlich variierte, beim Gewicht jedoch Hennen einen Mittelwert von 451 kg, Hähne hingegen durchschnittlich 528 kg erreichten. Nur die nicht näher verwandten madagassischen Elefantenvögel (Aepyornis maximus) mit bis zu 800 kg, vielleicht noch der systematisch moderat nahestehende Brontornis burmeisteri aus Südamerika mit 350 bis 400 kg erreichten bei etwa gleicher Wuchshöhe ein vergleichbares Gewicht.
Sein Schädel erreichte eine Länge von 48 bis 52 cm und war etwa 25 % größer als der des zweitgrößten Donnervogels Bullockornis. Von allen Vögeln waren lediglich die Schädel des Kelenkens mit 71,6 cm und des Devincenzia mit rekonstruierten 64,5 cm größer. Der Schnabel war, wie bei dem paläogenen, in Europa und Nordamerika lebenden Gastornis, hochgewölbt und im Vergleich zum Rest des Schädels sehr groß, aber nicht so hoch und konkav wie bei Bullockornis.
Im Unterschied zu den anderen Donnervögeln sind bei Dromornis und bei Bullockornis der erste (Atlas) und der zweite Halswirbel (Axis) zu einem einzigen Knochen zusammengewachsen. Ein unterer Halswirbel war 16,5 cm breit und 12 cm lang. Das Brustbein war breiter als lang.
Der Stirton-Donnervogel hat sich möglicherweise carnivor ernährt. Sein Lebensraum war das offene subtropische Waldland im Norden Australiens.